# Chapelle de Saint-Maclou (Calvados)
La chapelle de Saint-Maclou est un petit édifice roman des XIe et XIIe siècles situé au cœur du Pays d'Auge en Normandie. La paroisse et la commune dont elle était l'église ont été absorbées dès le XIXe siècle par de plus grosses entités. Elle a cependant été sauvegardée jusqu'au XXIe siècle et continue d'être restaurée.

## Localisation
La chapelle de Saint-Maclou se trouve sur l'ancienne commune Le Mesnil-Mauger qui fait partie de la commune nouvelle de Mézidon Vallée d'Auge dans le Calvados en Normandie. Isolée sur une butte, la chapelle domine le paysage où on aperçoit la vallée de la Viette au nord-est et Saint-Pierre-sur-Dives à 12 kilomètres, au sud.

## Histoire
Au XIIe siècle Saint-Maclou est une paroisse dont l'église est très semblable, par son plan et ses proportions, aux petites églises préromanes du Pays d'Auge décrites par Maylis Baylé.
Les parties les plus anciennes de l'édifice ont été construites à la fin du XIe siècle. A l'origine dédiée à Saint-Maclou, l'église, dont la dénomination s'est transformée en chapelle, est également sous la protection de Saint Marcouf. Au XVIIe siècle Marie- Henriette-Jeanne le Berceur de Fontenay, fille du seigneur de Saint-Marcouf dans la Manche, aurait tenu, après son mariage avec le seigneur et patron de Saint-Maclou , à mettre cette petite église sous la protection du saint qui lui était familier. L'hypothèse est plausible mais pas encore attestée. Au début du XIXe siècle Saint-Maclou perd ses prérogatives de paroisse et son statut de commune.
Vers 1887 la famille Lepetit construit à 500 mètres de l'église une fromagerie industrielle qui perdure jusqu'en 2008. Leur histoire reste attachée à celle du lieu-dit Saint-Maclou et à son église.
Après le lancement de l'Association des Amis de la Chapelle de Saint-Maclou en 2005, les travaux les plus urgents sur la toiture et les murs ont été mis en œuvre. En 2024 un plan décennal pour la sauvegarde et la mise en valeur de la chapelle est mis sur pied.
Quelques messes sont encore célébrées à Saint-Maclou à Noël, à Pâques et à l'occasion de mariages, baptêmes ou enterrements.

## Description

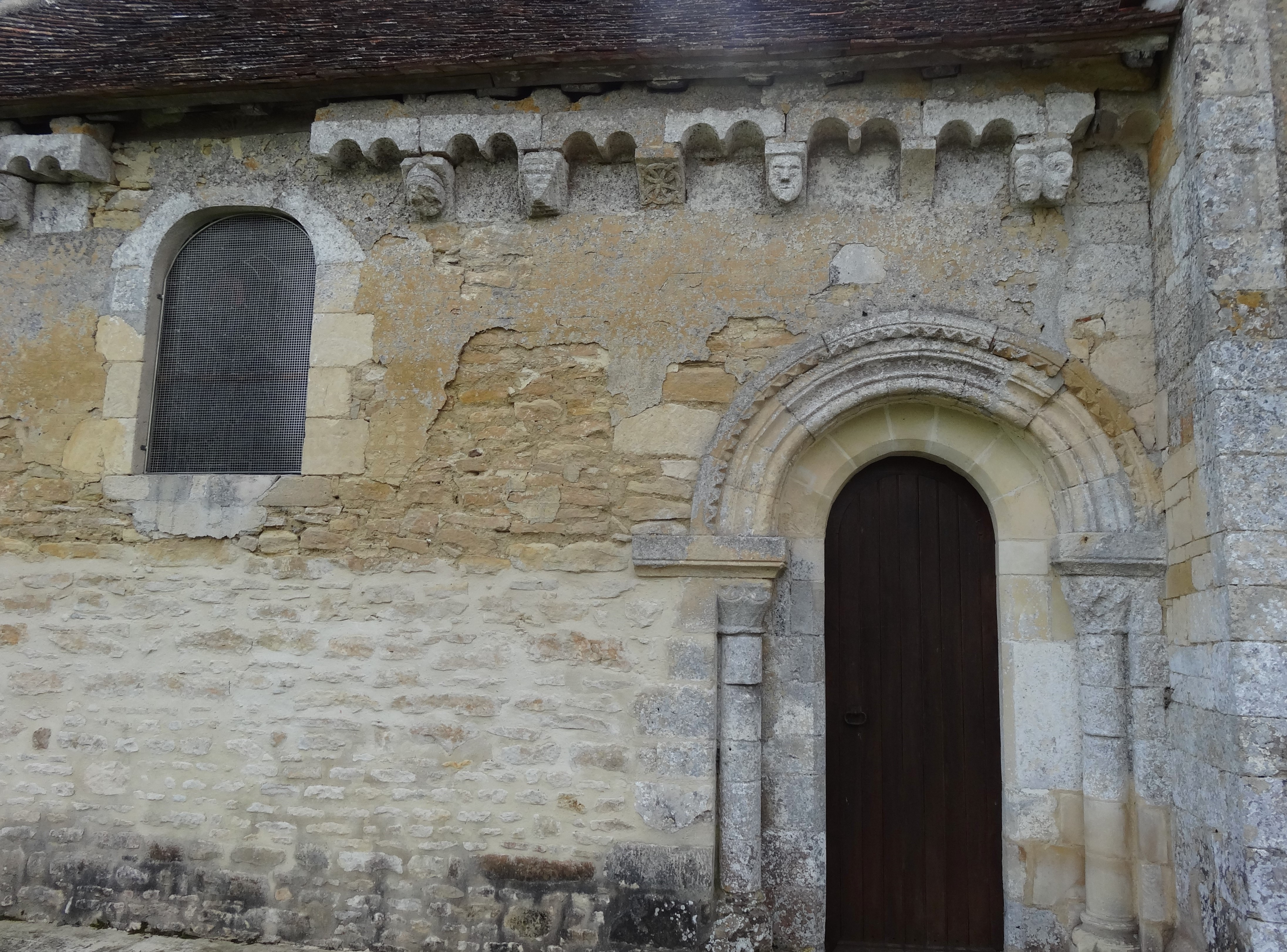
Corniche, modillons et porte romane

La chapelle est de plan allongé.

### L'extérieur
La nef du XIIe siècle est plus large et plus haute que le chevet. Elle a subi des transformations et « n'offre que bien peu d'intérêt » d'après Arcisse de Caumont. La façade occidentale s'élève entre deux gros contreforts. Au-dessus de la porte principale une niche abrite une copie de la statue de Saint Marcouf. La nef est éclairée par trois fenêtres au nord et seulement deux au sud.
Le chevet est la partie la plus ancienne de l'édifice. Le mur nord de la fin du XIe siècle a conservé quelques  modillons d'origine représentant des têtes humaines sous une corniche à arcature semblable à celle de l'Église Saint-Pierre du Breuil de Mézidon-Canon.

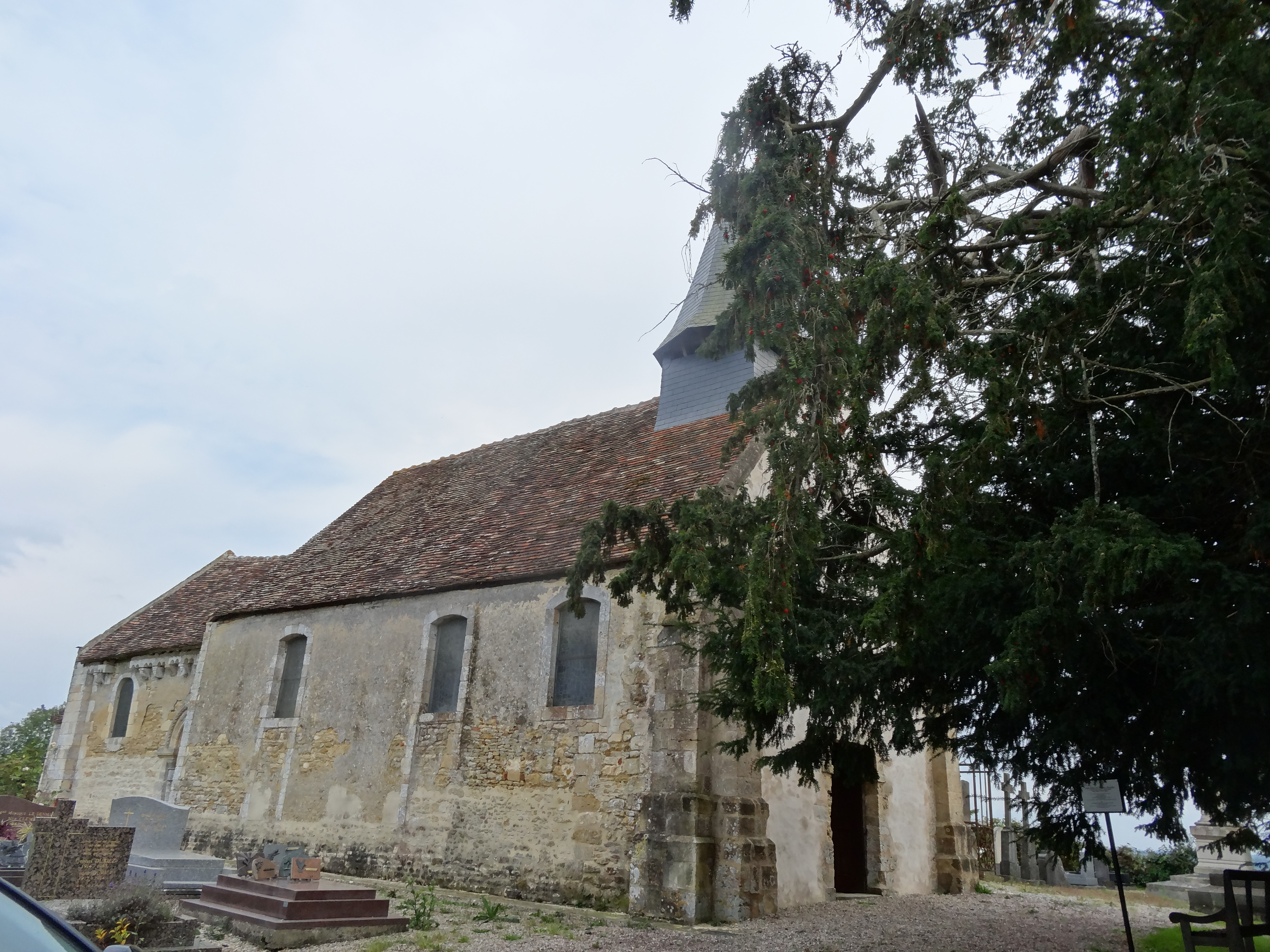
Chapelle vue du nord-ouest
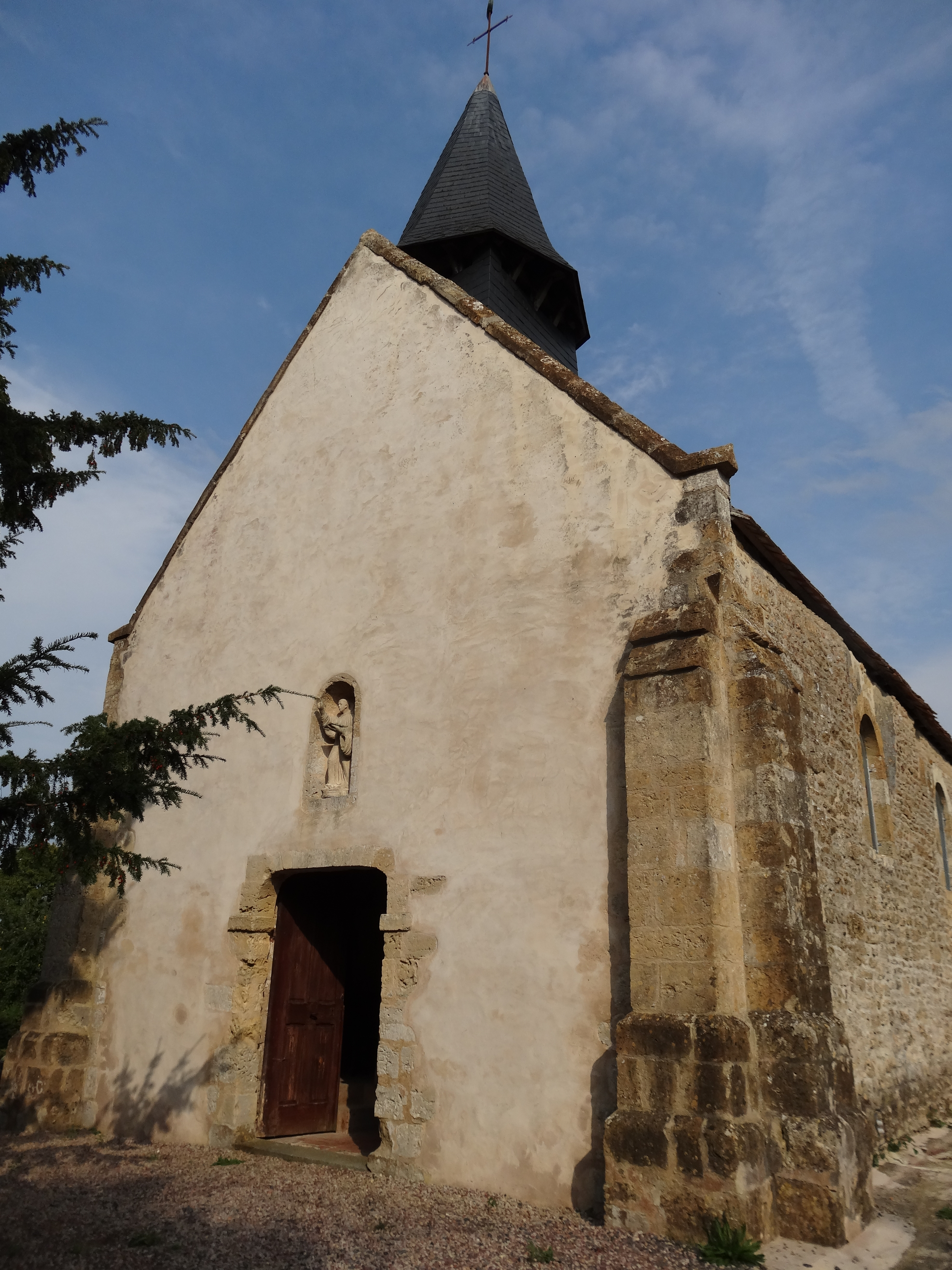
Façade occidentale
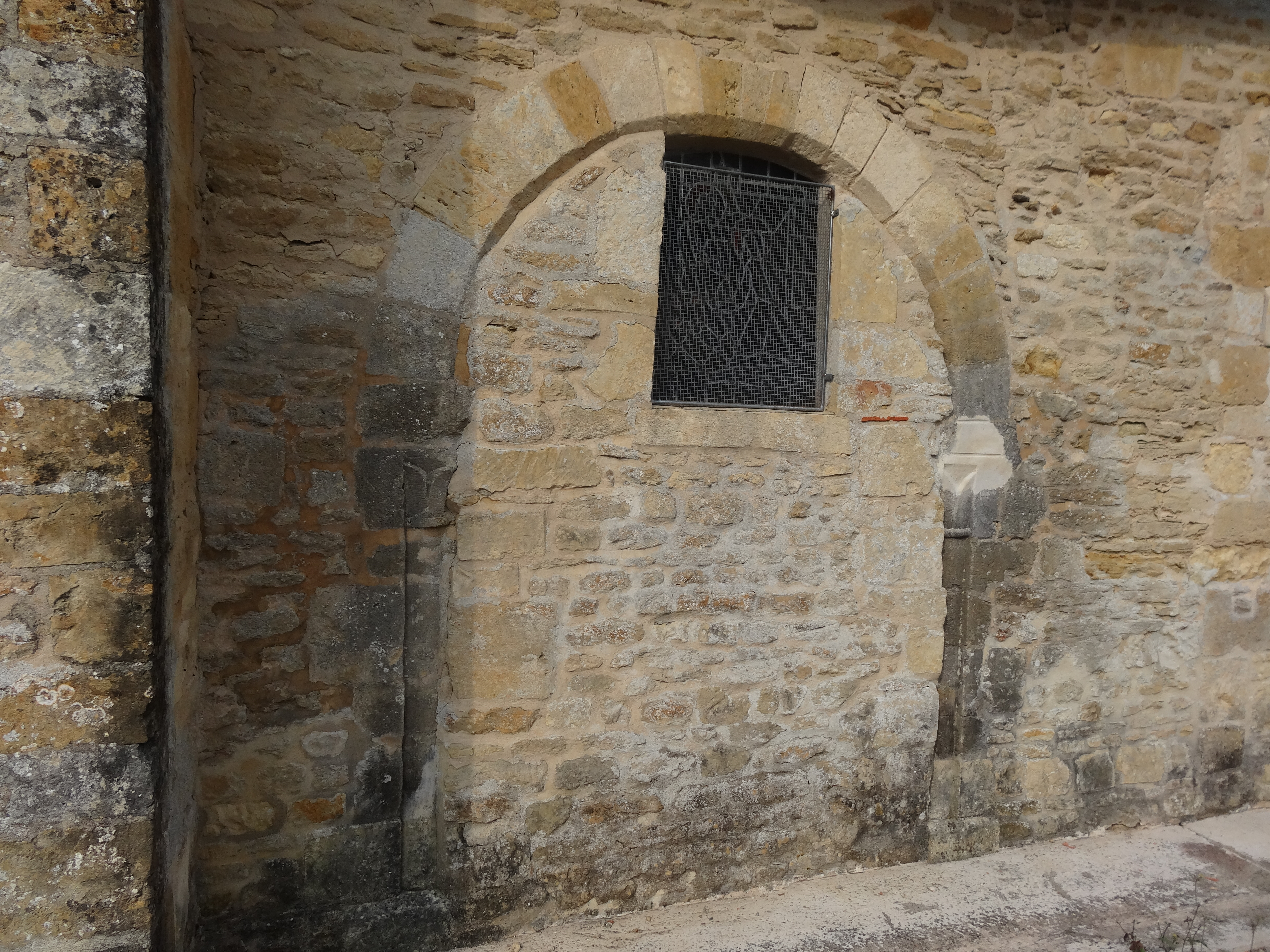
Porte murée du mur sud

La porte  romane, dont l'usage était réservé au seigneur de la paroisse, est en plein-cintre. De solides impostes soutiennent l'unique rouleau mouluré et, au-dessus, le rouleau d'archivolte décoré de pointes de diamant. Les pieds-droits sont ornés de colonnes couronnées de chapiteaux à godrons.
Côté sud  la corniche et les modillons ont disparu. La porte romane autrefois réservée au prêtre et aux desservants est  murée. Elle est plus large que la porte nord mais dépourvue d'archivolte. Une fenêtre a été percée dans la paroi qui bouche l'ouverture de la porte.
La sacristie à cinq pans, construite au XVIIIe siècle, est accolée au mur est du chevet. Elle n'est pas accessible de l'extérieur.
Le clocher de petite taille est en charpente. Construit sur une base carrée il est recouvert d'ardoise. Avec sa flèche octogonale, il est semblable à de nombreux clochers des petites églises du Pays-d'Auge comme celui de Sainte-Marie-aux Anglais tout proche ou celui de Repentigny, Montreuil-en-Auge, Le Torquesne, Léaupartie et d'autres. Il a été reconstruit en 1995 après une violente tempête.

### L'intérieur
Tous les plafonds sont en bois.
Dans la nef quatre vitraux datent de 1994. Le cinquième, qui représente le Pape Jean-Paul II, a été posé en 2011. Les murs portent un décor de croix grecques bleues peintes au XIXe siècle. Deux autels latéraux sont placés à l'extrémité de la nef près du chœur.
Dans le chœur les murs sont décorés de fleur de lys carmin. Les statues de Saint Maclou et de Saint Marcouf encadrent le maître-autel adossé au mur est. Les trois vitraux du choeur créés par Paul Bony ont été offerts par Mme Lepetit en 1962 grâce  au prix du président de la république gagné par son cheval de course, Le cheval est représenté dans un coin du vitrail dédié à Saint Maclou.

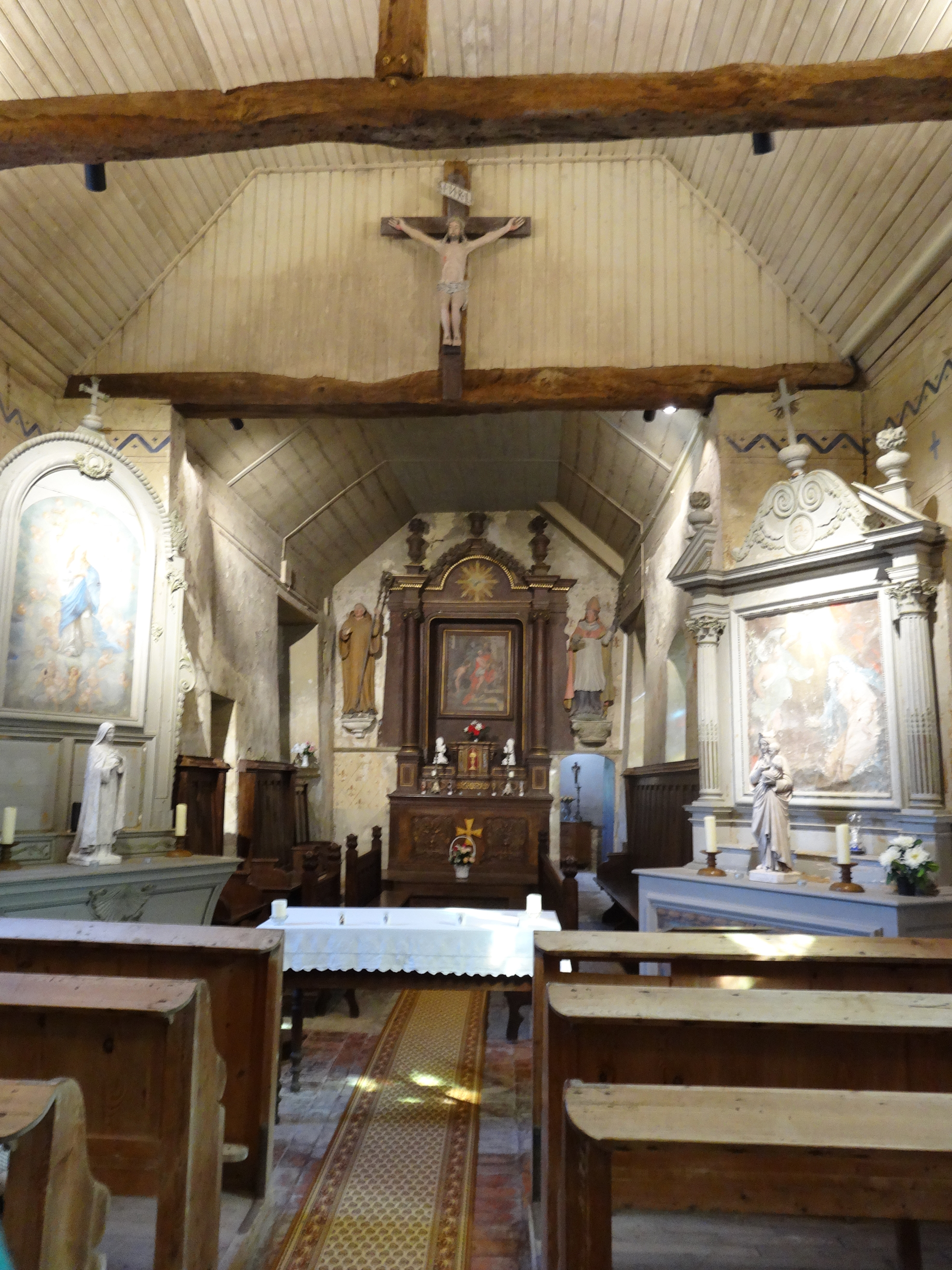
Le chœur
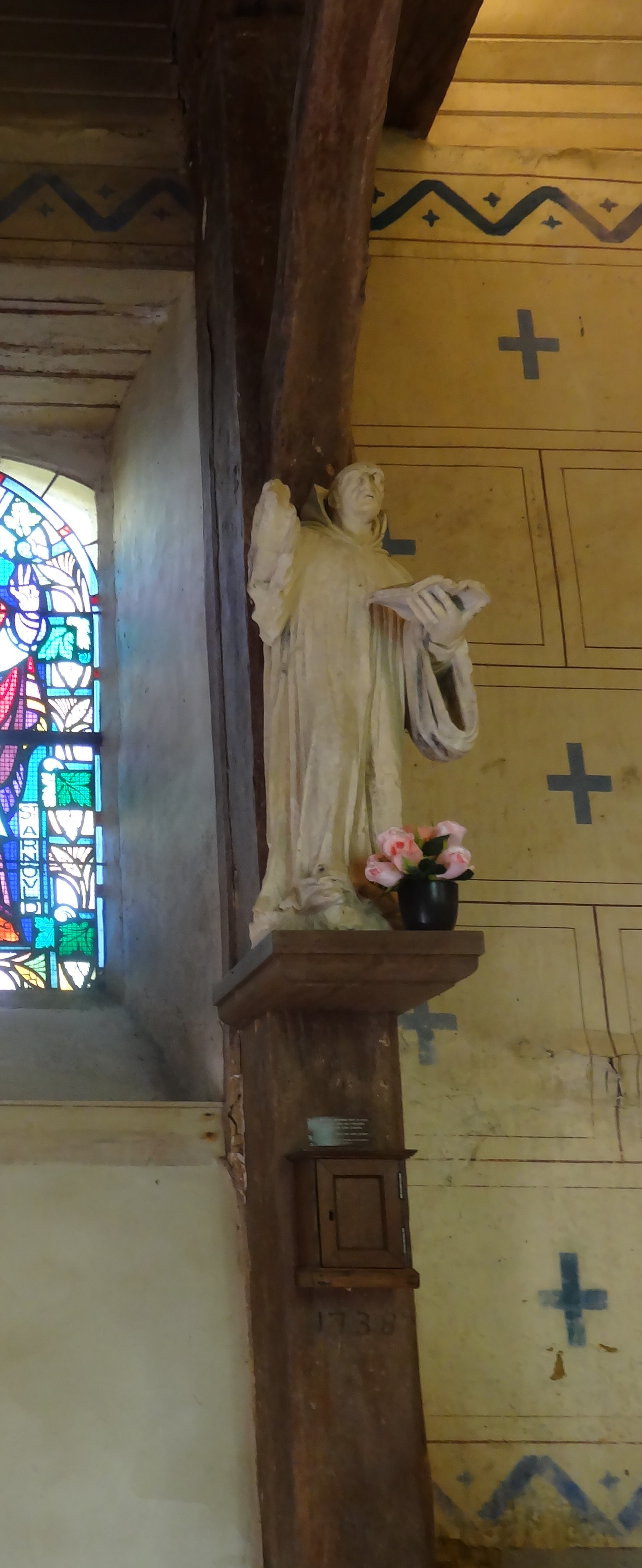
Statue de Saint-Marcouf
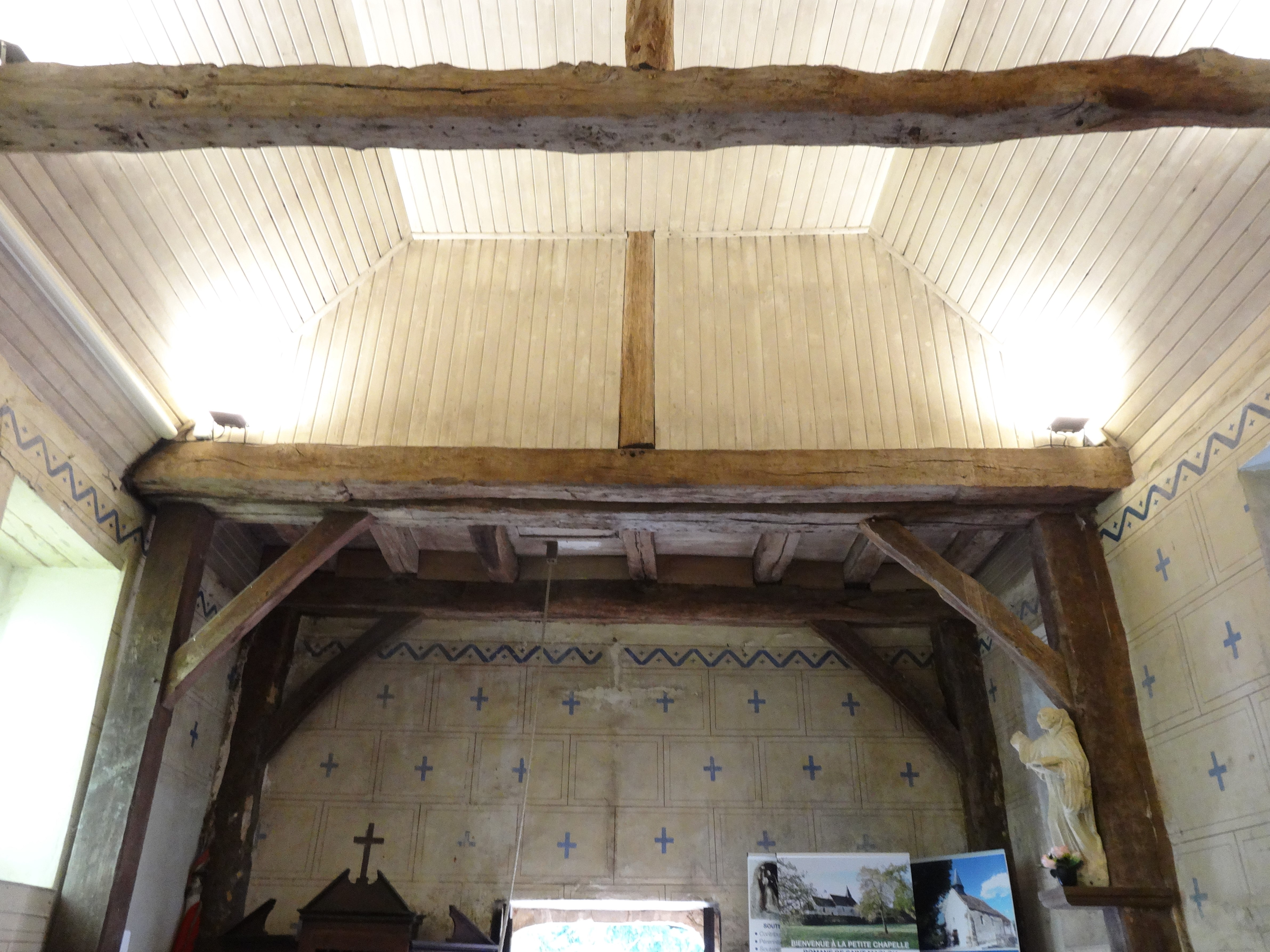
Entrée de la nef